# Servian (Hérault)
Servian település Franciaországban, Hérault megyében. Lakosainak száma 5427 fő (2022. január 1.). Servian Abeilhan, Alignan-du-Vent, Bassan, Béziers, Boujan-sur-Libron, Coulobres, Espondeilhan, Montblanc, Tourbes és Valros községekkel határos.

## Népesség
A település népessége az elmúlt években az alábbi módon változott:
| Lakosok száma | 3053 | 2752 | 3056 | 3962 | 4368 | 4557 | 4937 | 5233 | 5301 | 5427 |
|               | 1968 | 1982 | 1990 | 2006 | 2013 | 2015 | 2017 | 2019 | 2020 | 2022 |